# Taraxacum svetlanae
Taraxacum svetlanae là một loài thực vật có hoa trong họ Cúc. Loài này được Czerep. miêu tả khoa học đầu tiên năm 1991.